# Jean-Pierre Claris de Florian
Jean-Pierre Claris de Florian (Castello di Florian, 6 marzo 1755 – Sceaux, 13 settembre 1794) è stato un drammaturgo, romanziere, poeta e favolista francese.

## Biografia

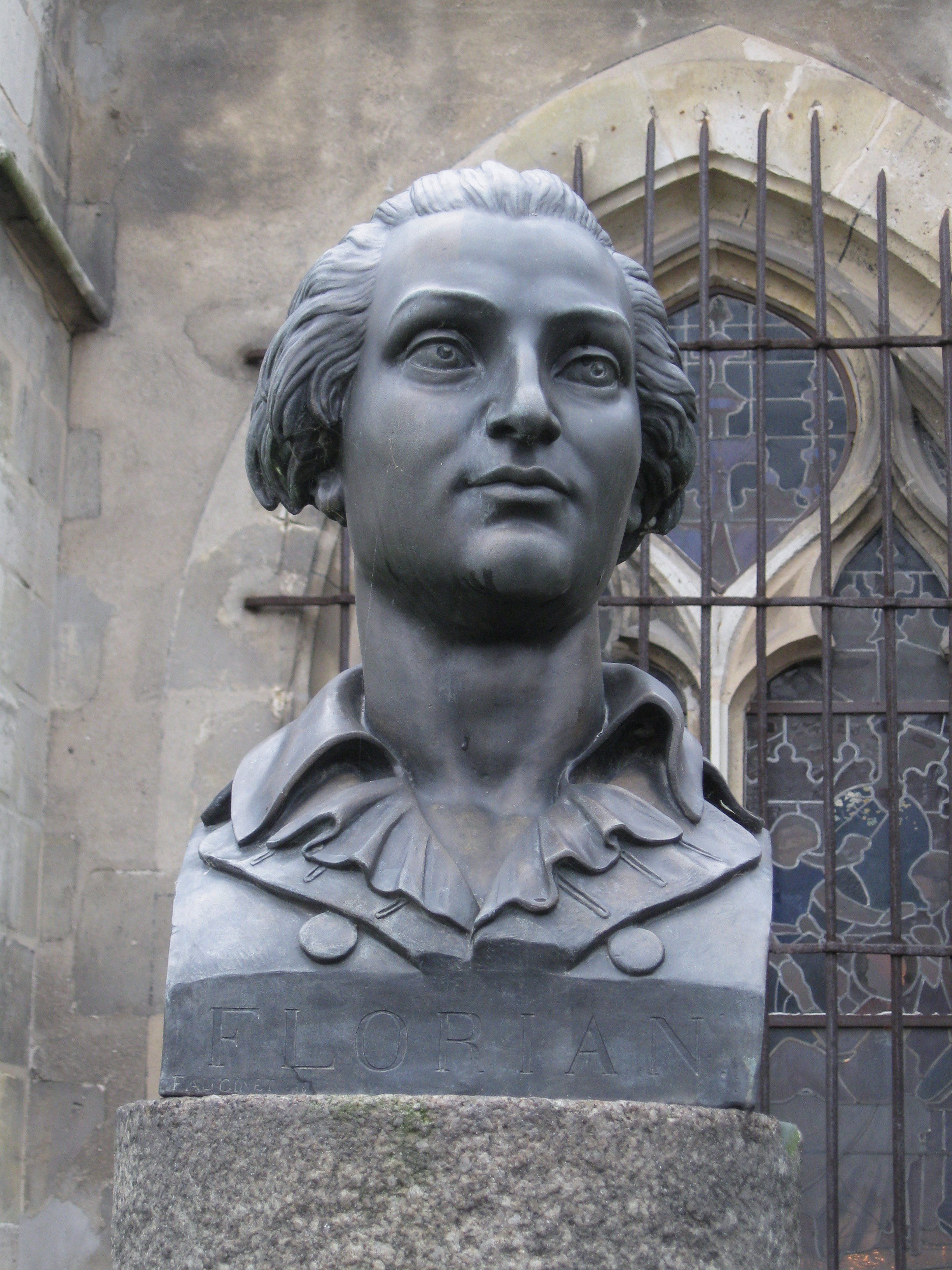
Sceaux, Busto di Florian

Appartenente a una famiglia nobile e con tradizioni militari, nacque e trascorse la giovinezza nel castello di Florian (Cevenne). Sua madre, di origine spagnola, morì quando Jean-Pierre era bambino. Nel luglio 1765 suo zio sposò una nipote di Voltaire; durante una visita a Ferney Jean-Pierre ebbe modo di conoscere il famoso scrittore, divenuto prozio acquisito, il quale lo soprannominò "Florianet".
A tredici anni divenne paggio al servizio del Duca di Penthièvre e pochi anni più tardi fu ammesso alla Scuola reale di artiglieria di Bapaume. Terminati gli studi, servì per breve tempo come ufficiale nel reggimento dei dragoni di Penthièvre. Resosi conto di non amare la vita militare, ottenne di essere congedato conservando però il grado di ufficiale, titolo che gli permise di frequentare il duca di Penthièvre ad Anet e a Parigi (gli venne riservato un piccolo appartamento all'Hôtel de Toulouse) e di dedicarsi interamente alla poesia. Il Duca di Penthièvre, che gli aveva dato al suo titolo "gentilhomme ordinaire", gli rimase amico e protettore per tutta la vita.
Fu eletto all'Académie française nel 1788, dopo che due dei suoi lavori erano stati premiati da questa istituzione. Costretto, come nobile, a lasciare Parigi durante la Rivoluzione francese, si rifugiò a Sceaux (Hauts-de-Seine). Nonostante il sostegno del suo amico François-Antoine de Boissy d'Anglas, fu arrestato nel 1794: la dedica del romanzo Numa Pompilius alla regina otto anni prima lo aveva reso sospetto al Comitato di sicurezza generale. Rimesso in libertà il 27 luglio 1794, grazie a Boissy d'Anglas, morì improvvisamente poche settimane dopo, a soli trentanove anni di età, probabilmente per gli stenti patiti durante la detenzione.

## Opere
Jean-Pierre Claris de Florian è ricordato soprattutto come autore di favole; i suoi racconti morali in versi sono considerati universalmente come i migliori della letteratura francese dopo quelli di Jean de la Fontaine. Centodieci favole di Florian sono state pubblicate in vita, altre undici sono apparse postume. In Francia, la morale di molte delle sue favole è passata in proverbio. Il critico Jean Joseph Dussault (1769-1824) scrisse nei suoi Annales littéraires: «Tutti coloro che hanno scritto favole dopo La Fontaine assomigliano a coloro che hanno costruito delle piccole capanne ai piedi di un edificio che si innalza fino al cielo; la capanna di Florian è costruita con più eleganza e robustezza rispetto alle altre e le domina di parecchi gradi».
Florian ha scritto inoltre opere teatrali, romanzi, racconti brevi, novelle in prosa e in versi, una traduzione molto libera del Don Chisciotte di Cervantes e numerose poesie, molte delle quali sono state messe in musica; la più nota è Plaisir d'amour, che apparve nella novella Célestine (1783) e fu messa in musica da Johann Paul Aegidius Schwarzendorf (Martini).

### Favole
- L'Âne et la Flûte
- L'Aveugle et le Paralytique
- La Carpe et les Carpillons
- La Fable et la Vérité
- La Jeune Poule et le Vieux Renard
- Le Singe et le Léopard
- Le Calife
- Le Château de cartes
- Le Crocodile et l'Esturgeon
- L'Education du Lion
- L'Enfant et le Miroir
- Le Grillon
- Le Lapin et la Sarcelle
- Le Philosophe et le Chat-huant
- La Guenon, le Singe et la Noix
- Le Vacher et le Garde-chasse
- Le Vieil Arbre et le Jardinier
- Le Rossignol et le Prince
- Les Deux Voyageurs
- Les Deux Jardiniers
- Le Phénix
- L'inondation
- Le danseur de corde et le balancier

### Opere teatrali
- Les Deux Billets (1779)
- Jeannot et Colin (1780)
- Les Jumeaux de Bergame, Le Bon ménage (1782)

### Novelle
- Les six nouvelles (Bliombéris, Pierre, Célestine, Sophronime, Sanche, Bathmendi, 1783)
- Selmours, Sélico, Claudine, Zulbar, Camiré, Valérie (1793)

### Pastorali
- Galatée (imitazione della Galatea di Miguel de Cervantes, 1783)
- Numa Pompilius, (romanzo, imitazione de Les Aventures de Télémaque di Fénelon, 1786)
- Estelle et Némorin (1788)
- Gonzalve de Cordoue (1791) preceduto dal saggio Précis historique sur les Maures

### Egloghe
- Ruth (1784)
- Tobie (1788)

### Racconti
- Les muses
- Le vizir
- Inès de Castro

### Altre
- Voltaire et le Serf du Mont Jura (1782)
- Eliézer et Nephtali (postumo, pubblicato nel 1803)
- Traduzione libera di Don Quichotte (postuma, pubblicata nel 1798)
- Mémoires d'un jeune Espagnol (autobiografia, postuma, 1807)

## Traduzioni italiane
- La Galatea, romanzo pastorale già tirato dallo spagnuolo di Michele Cervantes dal signore di Florian, ed ora tradotto in italiano, trad. Luigi Secreti, Ginevra : nella stamperia di Bonnant, 1788
- Estelle, romanzo pastorale, Napoli : presso Giuseppe Policarpo Merandi negoziante di libri dirimpetto la chiesa di s. Angelo a Nido, 1790
- Le sei novelle del signor di Florian, Napoli : presso G.P. Merande, 1791
- Il Numa Pompilio del cavalier di Florian dalla prosa francese ridotto in versi italiani da Cristoforo Boccella, Firenze : per Gaetano Cambiagi, 1792
- Mirtillo, e Cloe, pastorale tradotta dal francese e dedicata a sua eccellenza il signor Girolamo Giustiniani nell'ingresso alla prefettura di Padova , Padova : nella stamperia Penada, 1794
- Giannotto e Colino : dramma inedito, In Venezia, 1801
- Novelle, di Mr. De Florian membro dell'Accademia Francese, e di quelle di Madrid, Firenze ec., tradotte per la prima volta in italiano (4  tomi), Roma : Dalle stampe di V. Poggioli in via dell'Anima n. 10, 1804
- Galatea romanzo pastorale di mr. de Florian membro dell'Accademia Francese, Roma : Dalle stampe di V. Poggioli in via dell'anima n. 10, 1805
- Eliezer e Neftali, opera postuma di m. Florian tratta dall'ebraico prima traduzione italiana , Firenze : presso Angiolo Miniati, 1805
- Numa Pompilio secondo re di Roma del signor di Florian, tradotto dal Francese in Italiano da Giuseppa Baloghi, Napoli : Presso Gaetano Raimondi, 1814
- Selmours, Novella inglese tradotta da Gio. Ponzoni, Milano : R. Fanfani, 1824
- Claudina in Sciamuni, prima commedia di un atto solo in prosa e Claudina in Torino, commedia seconda di tre atti in prosa tratta dalla novella del sig. Florian intitolata Claudina, trad. di Giuseppe Teppa, Milano : da Placido Maria Visaj, 1830
- Elzira e Fernando : aneddoto lagrimevole cantato da Zulema nel Gonsalvo di Cordova, volto in metro italiano da Dorilo Megarense, Pesaro : per le stampe del Nobili, 1840
- Le favole e i poemetti di Ruth e Tobia, accomodati alla forma poetica italiana da Giulio Pulle ; preceduti da alcuni cenni sull'autore di Carlo Nodier e da un discorso intorno alla favola, Venezia : G. Zanetti, 1845
- I gemelli di Bergamo : commedia in un atto e in prosa, / (du Theatre de M. de Florian) ; tradotta dal francese da Antonio Goffini, Napoli : Tipografia dell'Unione, 1867
- Claudina la savojarda : racconto, Milano : Tipog. e Litog. degli Ingegneri, 1871
- Guglielmo Tell : ovvero la Svizzera libera ed il tiranno punito, Milano : Francesco Pagnoni, 1874
- Estella : romanzo idilliaco, Milano : Sonzogno, 1885
- Valeria : Novella, Libera versione dal francese di Carmelina Prudenzano, Trani : Tip. V. Vecchi Edit., 1889
- Favolette in versi, tradotte dal prof. Alcibiade Vecoli, Camaiore : Tip. Benedetti, 1893
- Venticinque favole, tradotte per la prima volta in versi italiani dal prof. Alcibiade Vecoli, Firenze : R. Bemporad e Figlio, 1895
- Le favole del Florian, Trad. di Biagio Chiara, Lanciano : Carabba, 1911
- Rosalba : novella siciliana; a cura di Franco Antonio Belgiorno ; con una nota di Anatole France, Palermo : Sellerio, 1992